# 鄰海龍
鄰海龍（学名：Syngnathus affinis），為輻鰭魚綱棘背魚目海龍魚科的其中一種，於1831年由Karl Eichwald描述，主要分布於西大西洋區的美國海域，棲息在沿海的海藻床。